# جمهوری شورایی مجارستان
جمهوری شورایی مجارستان (مجاری: Magyarországi Tanácsköztársaság) یک دولت کمونیستی کوتاه مدت (۱۳۳ روزه) از ۲۱ مارس ۱۹۱۹ تا ۱ اوت ۱۹۱۹ بود. هنگامی‌که جمهوری شورایی تأسیس شد، تنها کنترل ۲۳٪ از خاک مجارستان را داشت. این جمهوری پس از جمهوری خلق مجار و انقلاب گل داوودی تشکیل شد. رهبر و کمیسر امور خارجه جمهوری شورایی، بلا کون بود که بودجه و خط اصلی را از کرملین و شخص لنین دریافت می‌کرد.

## پس‌زمینه
با فروپاشی اتریش-مجارستان در ۱۹۱۸، جمهوری خلق مجار پس از انقلاب گل داوودی تشکیل شد. اعلام رسمی این جمهوری در ۱۶ نوامبر ۱۹۱۸ توسط میهای کارویی بود که ابتدا سمت نخست‌وزیر و سپس رئیس‌جمهور را در دولت جدید برعهده گرفت. مجارستان حدود ‎۲/۳ از سرزمین تاریخی پادشاهی مجارستان را از دست داده بود و کشور دستخوش آشوب بود، در چنین شرایطی کارویی نتوانست کشور را متحد کند؛ او با دریافت اولتیماتوم از پاریس، یادداشت ویکس در ۲۰ مارس ۱۹۱۹ مبنی بر ترک ارتش از دشت بزرگ که مرز شرقی مجارستان را تا رود تیسا به جلو می‌راند، اعلام کرد که کابینهٔ جدیدی از سوسیال دموکرات‌ها تشکیل خواهد شد.

## کودتا
در ۲۰ مارس، دِنِش بِرینکِی نخست‌وزیر استعفا داد و کارویی در شورای وزیران تشکیل دولت مجدد را محدود به شرکت سوسیال دموکرات‌ها کرد؛ اما سوسیال دموکرات‌ها مذاکرات پنهانی را با رهبران کمونیست زندانی جهت ادغام دو حزب آغاز کرده بودند. کارویی با مسلط شدن کمونیست‌ها به دولت استعفا داد. شب ۲۰ مارس بلا کون که به دلیل فعالیت‌های کمونیستی و حمله‌های شدید به سوسیالیست‌ها از طریق روزنامه سرخ از فوریه همان سال در حبس بود، از زندان آزاد شد و مقام کمیسر امور خارجهٔ خلق را در دولت جدید ائتلافی کمونیست-سوسیال دمکرات به عهده گرفت. اگرچه شاندور گاربائی، سوسیال دموکرات معتدلی از کابینهٔ قبلی به سمت نخست‌وزیری منتصب شد، اما قدرت اصلی در دست کمیسر امور خارجه، بلا کون بود و بودجه و خط اصلی را از کرملین و شخص لنین دریافت می‌کرد.

## سیاست
در دولت ائتلافی سوسیالیست‌ها و کمونیست‌ها به استثنای کون، همهٔ کمیسرها، سوسیال دموکرات‌های سابق بودند. تحت رهبری کون، دولت جدید برنامه‌های کمونیستی اتخاذ کرد؛ به عنوان مثال حکم لغو عنوان‌ها و امتیازات اشراف، جدایی کامل کلیسا از سیاست، آزادی بیان مدون، آموزش رایگان و زبان، حقوق فرهنگی اقلیت‌ها و حق رأی برای کارگران (حذف حق رأیِ بورژوا) به اجرا درآمد. دولت کمونیست همچنین شرکت‌های صنعتی، بازرگانی و کشاورزی، حمل و نقل، بانک، مسکن و زمین‌های شخصی (بیش از ‎۴۰/۵ هکتار) را ملی اعلام کرد.
حمایت عمومی از کمونیست‌ها ولی در واقع وابستگی مستقیم با وعده آنها برای بازگرداندن مرزهای پیشین مجارستان داشت که ۷۵٪ آن را پس از جنگ از دست داده‌بود. بلا کون توانست با تشکیل ارتش سرخ مجارستان در برابر یادداشت ویکس مقاومت کند و نیروهای چکسلواک را تا شمالِ کاشّا (امروز کوشیتسه)، مرز لهستان بیرون براند. اما علی‌رغم وعده‌هایی که کمونیست‌ها برای احیای مرزهای پیشین مجارستان داده‌بودند با تأسیس جمهوری شورایی اسلواکی در ۱۶ ژوئن ۱۹۱۹، برای ملی‌گرایان مسجل شد که دولت جدید بلا کون هیچ قصدی برای بازپس‌گیری سرزمین‌های از دست رفته ندارد، بلکه برای گسترش ایدئولوژی کمونیستی و تأسیس دیگر کشورهای کمونیستی در اروپا، منافع ملی مجارستان را قربانی می‌کند.

پس از یک کودتای ضدانقلابی که در ژوئن صورت گرفت، بلا کون و تیبور ساموئلی، کمیسر جنگ و آموزش عمومی، گروه پسران لنین (به مجاری: Lenin-fiúk) را برای مقابله تشکیل دادند. پسران لنین، گروهی ۲۰۰ نفره از مردان جوان با لباس چرمی بودند که توسط ساموئلی هدایت می‌شدند. تعداد قربانیان ترورهای آنان شامل اعدام‌های بی‌محاکمه، ۵۹۰ نفر اعلام شده‌است.

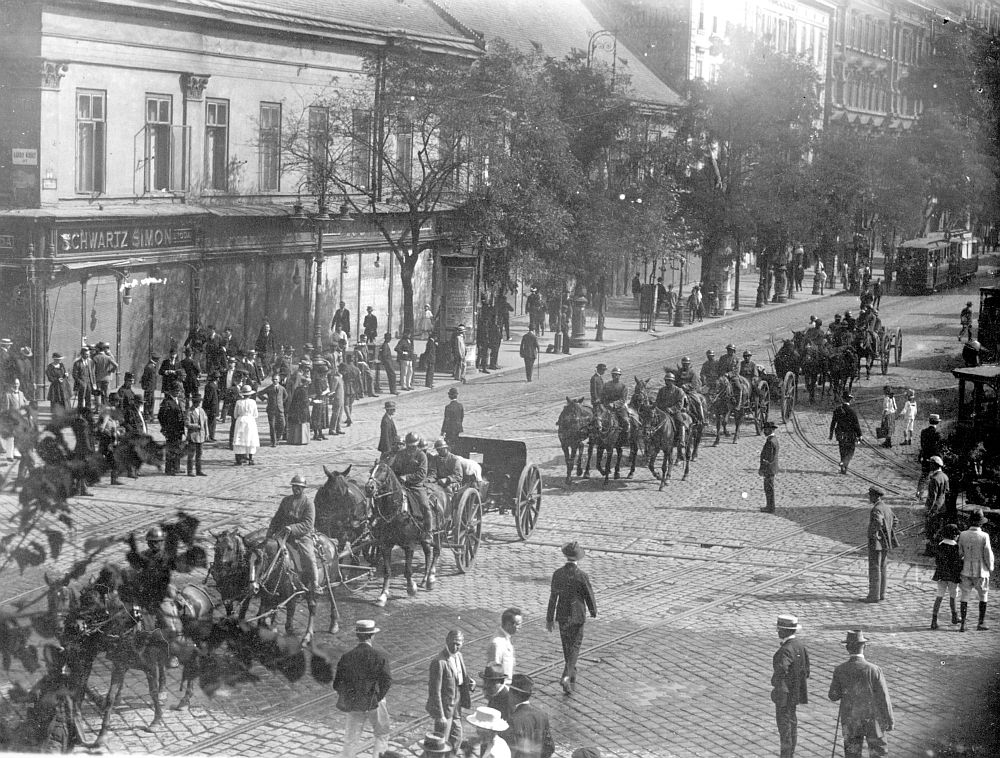
رژه توپخانه رومانی در بوداپست
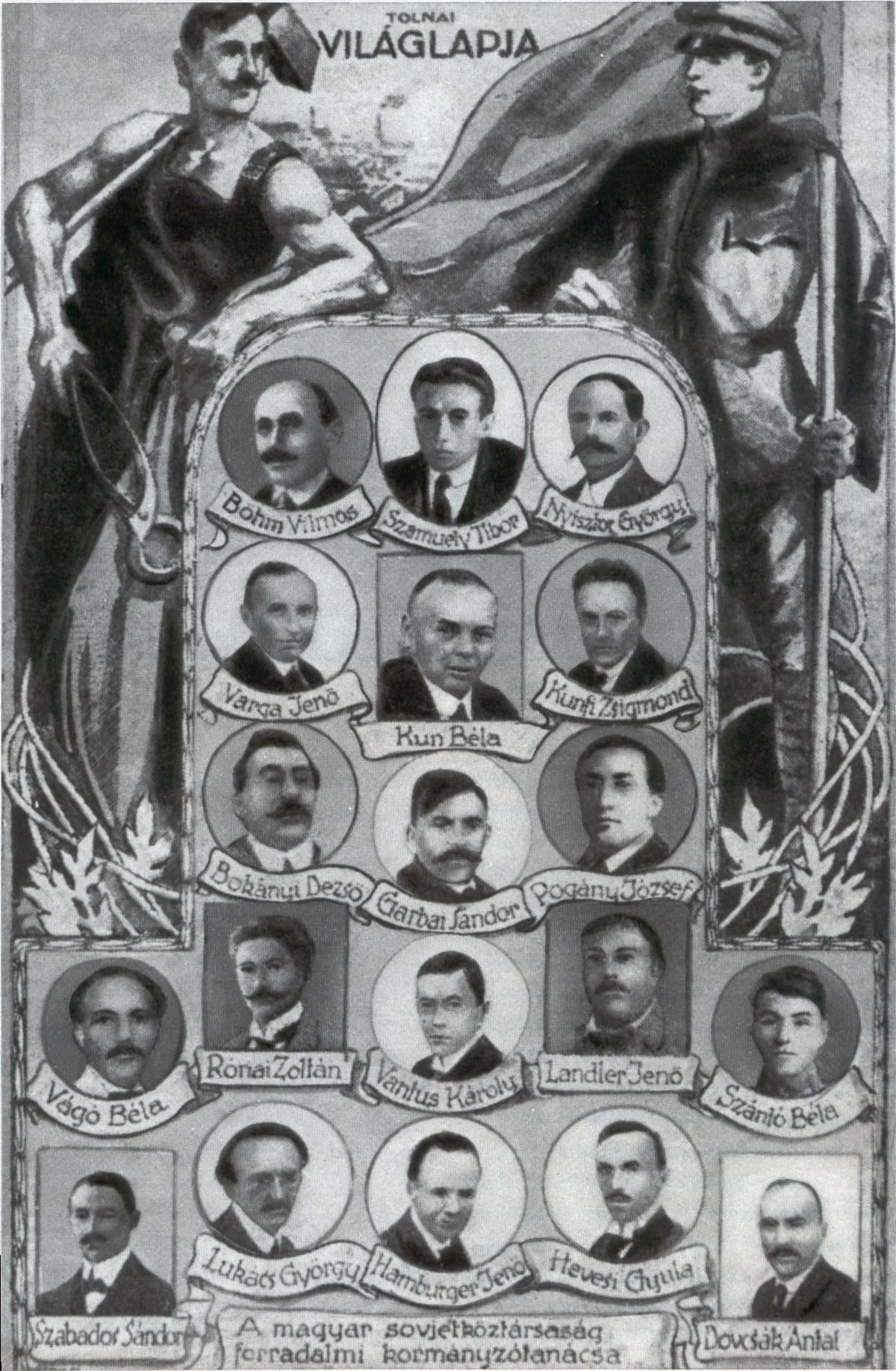
شورای رهبری - گئورگ لوکاچ کمیسر آموزش در میان تصاویر دیده می‌شود؛ ردیف آخر، دومین از چپ.

## سقوط
نیروهای رومانی بعد از چندین نبرد تا بوداپست لشکر کشیدند و بلا کون وادار به فرار به وین شد و جمهوری شورایی در اول اوت ۱۹۱۹ خاتمه پیدا کرد. شرق مجارستان تا ۲۸ مارس ۱۹۲۰ در اشغال ارتش رومانی باقی‌ماند.